# BMC Neocity
Il BMC Neocity è una serie di autobus a pianale ribassato sviluppata e prodotta dall'azienda turca BMC a partire dal 2017. La serie è composta da cinque versioni.

## Tecnica
Il mezzo è disponibile in tre diverse lunghezze: 8,5, 9 e 10 metri con motorizzazione Diesel a gasolio (versioni da 8,5 e 10 metri), elettrica (solo versione da 8,5 metri) e a gas naturale compresso (versione 9 metri). I motori utilizzati per le diverse serie sono: Cummins ISB4.5E6C 210B (versione 8,5), Cummins ISB6.7E6C (versione 10), MAN E086 L0H04 (versione 9) e Dana TM4 SUMO MD3000 (versione 8,5 elettrica). In tutte le versioni, salvo quella elettrica, il motore è abbinato ad un cambio automatico Voith DIWA 6  854,6.

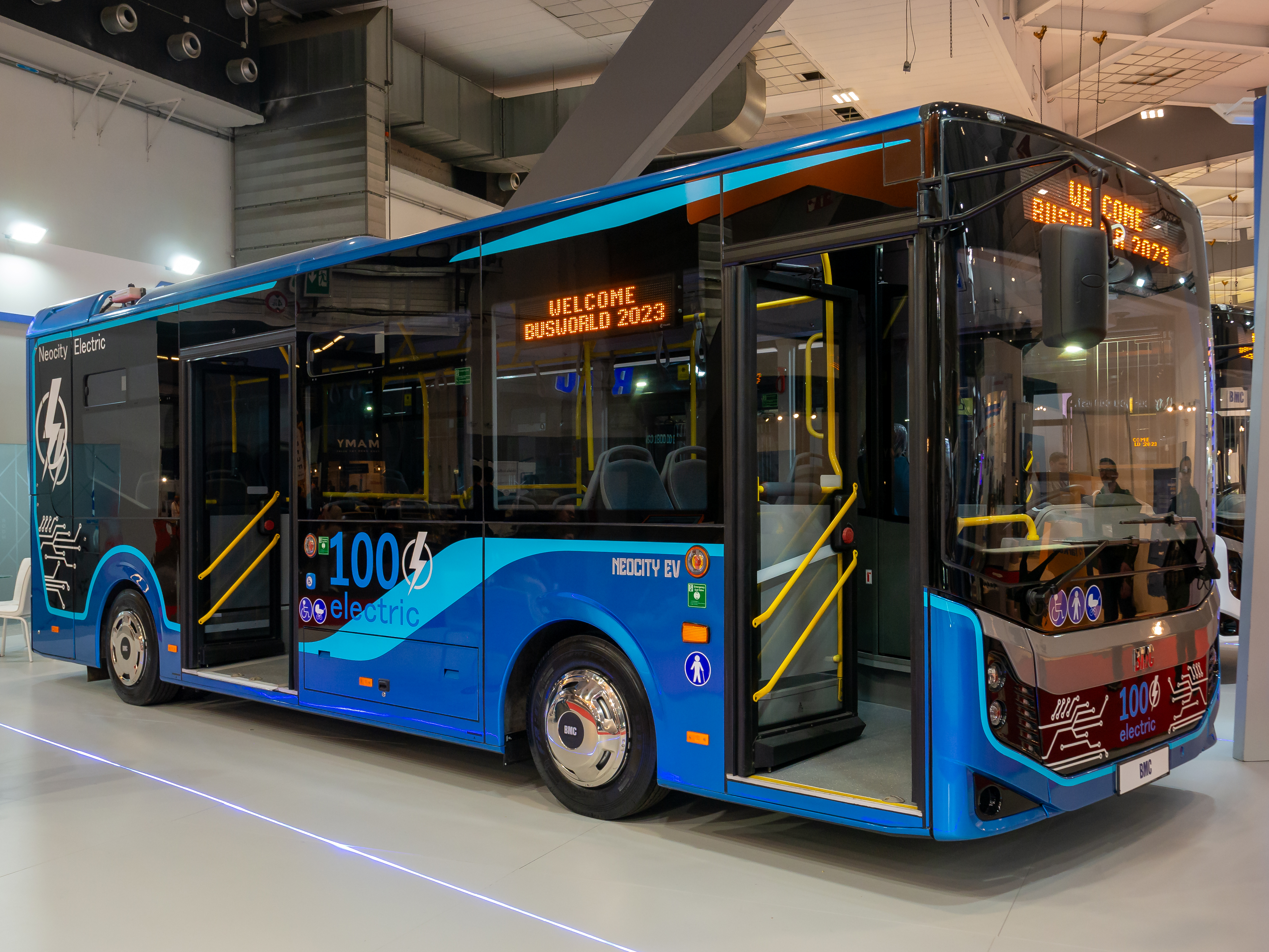
Neocity EV